# 山田外美代
山田 外美代（やまだ とみよ、1949年 - ）は、中国で「世博奶奶（万博おばあちゃん）」など日本国内外で知られている日本人女性。

## 略歴
1949年、石川県に生まれ、5歳の時に瀬戸市に移る。愛・地球博では開催期間の2005年3月25日から9月25日まで185日間毎日通い皆勤を達成した。続く上海万博においても、開幕日の2010年5月1日から最終日の10月31日まで184日間毎日訪れ、現地で「万博おばあさん」の愛称で大人気となった。閉幕日には温家宝首相の演説でも彼女について言及された。
2012年の麗水国際博覧会でも皆勤した。2013年3月には、韓国中部の五松（オソン）市で5月3日から26日に開かれる「2013五松化粧品・ビューティー世界博覧会」の名誉広報大使に任命された。彼女の「美しい生き方」が世界博のテーマにぴったりとして依頼され、委嘱状が3月20日付で同世界博組織委員会から届いた。この他にも台湾での園芸博覧会などに招待されている。
2021年4月5日には東京2020オリンピックの聖火ランナーを務め、瀬戸市役所付近を走った。
2025年5月28日、大阪・関西万博でも開幕46日目に全てのパビリオン（同日時点で開館していないネパール館とアンゴラ館を除く82館）を回り終え、会場内の公式スタンプも全て押して最後に訪れたオランダ館で記念セレモニーが開かれた。同館ではスタッフに拍手で迎えられ、在大阪オランダ総領事のマーク・カウパースが館内を案内した。

## 関連事項
- 山田直稔 - 通称・オリンピックおじさん
- 2005年日本国際博覧会
- 上海国際博覧会